# 2020 en combiné nordique
| Années du combiné nordique : 2016 - 2017 - 2018 - 2019 - 2020 - 2021 - 2022    |
| Décennies du combiné nordique : 1980 - 1990 - 2000 - 2010 - 2020 - 2030 - 2040 |

Cette page reprend les résultats des différentes compétitions de combiné nordique de l'année 2019.

## Résultats

### Coupe du monde
La Coupe du monde est remportée par le Norvégien Jarl Magnus Riiber, qui totalise 14 victoires en épreuves individuelles, ce qui est un record.

#### Coupe de la Forêt-noire
L'épreuve, qui devait se tenir à la mi-mars, est annulée faute de neige.

### Coupe continentale
- La Coupe continentale féminine est remportée par l'Américaine Tara Geraghty-Moats.
- L'Allemand Jakob Lange remporte la compétition masculine.

### Championnats du monde juniors
Les Championnats du monde juniors ont lieu du 28 février au 8 mars à Oberwiesenthal, en Allemagne.

#### Épreuve masculine
Le gundersen (HS 105/10 km) est remporté par le Norvégien Jens Lurås Oftebro, qui s'impose devant l'Autrichien Johannes Lamparter. Le Français Gaël Blondeau complète le podium.

#### Épreuve masculine par équipes
Le relais sur tremplin normal (HS 105/4 × 5 km) est remporté par l'équipe d'Autriche, composée de Stefan Rettenegger, Thomas Rettenegger, Johannes Lamparter et Fabio Obermeyr. Elle devance l'équipe de France (Maël Tyrode, Edgar Vallet, Matteo Baud & Gaël Blondeau). L'équipe de Norvège (Emil Ottesen,Marius Solvik, Sebastian Østvold & Andreas Skoglund) est troisième.

#### Épreuve féminine
Le gundersen (HS 105/5 km) voit la victoire de l'Allemande Jenny Nowak. La Norvégienne Gyda Westvold Hansen est deuxième et l'Autrichienne Lisa Hirner complète le podium.

#### Épreuve mixte par équipes
Le relais mixte (HS 105 — 5 km, 2 × 2,5 km, 5 km) est remporté par l'équipe de Norvège, composée de Sebastian Østvold (no), Marte Leinan Lund, Gyda Westvold Hansen et Andreas Skoglund. L'équipe d'Allemagne (Christian Frank, Maria Gerboth, Jenny Nowak et David Mach) est deuxième et l'équipe du Japon (Daimatsu Takehana (de), Ayane Miyazaki, Anju Nakamura et Kodai Kimura (de)) se classe troisième.

### Grand Prix d'été
Le Grand Prix d'été fut annulé en raison de la pandémie de Covid-19.

### Coupe OPA
- La Coupe OPA féminine est remportée par l'Autrichienne Lisa Hirner.
- La Coupe OPA masculine est remportée par l'Autrichien Fabio Obermeyr.

## Calendrier

### Janvier
- Le 10, à Val di Fiemme (Italie), la première épreuve de Coupe du monde de l'année voit la victoire du Norvégien Jarl Magnus Riiber, actuel leader au classement général de la compétition. Il a mené l'épreuve de bout en bout. Il devance l'Allemand Vinzenz Geiger et le Norvégien Jørgen Graabak.

- Le 11 :
  - toujours à Val di Fiemme, c'est l'Allemand Vinzenz Geiger, deuxième la veille, qui prend le meilleur sur le Norvégien Jarl Magnus Riiber pour s'imposer lors de l'épreuve de Coupe du monde. Comme la veille, le Norvégien Jørgen Graabak complète le podium.
  - à Oberwiesenthal (Allemagne), une course individuelle comptant pour la Coupe continentale voit la victoire du Norvégien Harald Johnas Riiber devant ses compatriotes Simen Tiller et Sindre Ure Søtvik.

- Le 12 :
  - la dernière épreuve de Coupe du monde de l'étape de Val di Fiemme est un sprint par équipes. La première équipe de Norvège, composée de Jørgen Graabak & Jarl Magnus Riiber, remporte la victoire. Elle s'impose[1] devant la première équipe d'Allemagne (Fabian Rießle & Vinzenz Geiger), qui surclasse au sprint deuxième équipe d'Autriche (Lukas Greiderer & Martin Fritz), elle-même prenant le meilleur sur la première équipe d'Autriche.
  - toujours à Oberwiesenthal, l'épreuve de Coupe continentale est remportée par le Norvégien Harald Johnas Riiber, déjà vainqueur la veille. Il devance l'Autrichien Paul Gerstgraser, deuxième, ainsi que le Norvégien Jakob Eiksund Saethre, troisième.

- Le 17, à Klingenthal, les conditions d'enneigement bousculent le programme des compétitions de la Coupe continentale et conduisent à l'annulation de la mass-start et au déplacement des épreuves de fond à Oberhof, dont les pistes sont encore prêtes à l'emploi à la suite de compétitions de biathlon ayant eu lieu le week-end précédent. Seule l'épreuve de saut a lieu. Elle est remportée par le Norvégien Harald Johnas Riiber devant ses compatriotes Simen Tiller et Sindre Ure Søtvik, qui devront patienter deux jours pour disputer l'épreuve de fond associée.

- Le 18 :
  - à Klingenthal, l'épreuve de saut est remportée matutinalement par le Norvégien Harald Johnas Riiber, devant ses compatriotes Lars Ivar Skårset (de) et Sindre Ure Søtvik. L'ensemble des concurrents prend la route pour se rendre à Oberhof, où l'épreuve de fond est organisée : la course, comptant pour la Coupe continentale, voit la victoire du Norvégien Harald Johnas Riiber, qui s'impose devant son compatriote Lars Ivar Skårset (de) alors que l'Autrichien Manuel Einkemmer complète le podium.
  - à Prémanon (France), se déroulent les premières épreuves de combiné des Jeux olympiques d'hiver de la jeunesse. Toutes deux rapportent des titres à l'Autriche.
    - L'épreuve féminine est remportée par l'Autrichienne Lisa Hirner. La Championne du monde juniors japonaise Ayane Miyazaki est deuxième, devant l'Allemande Jenny Nowak.
    - L'épreuve masculine voit la victoire de l'Autrichien Stefan Rettenegger. Le Finlandais Perttu Reponen arrive deuxième, devant le Norvégien Sebastian Østvold.

- Le 19, à Oberhof, la compétition comptant pour la Coupe continentale, commencée deux jours plus tôt à Klingenthal, se conclut par la victoire de Harald Johnas Riiber devant ses compatriotes Simen Tiller et Sindre Ure Søtvik.

- Le 20, à Prémanon, se déroule l'épreuve de saut par équipes des Jeux olympiques d'hiver de la jeunesse. Les équipes, mixtes, comprennent des sauteurs spéciaux ainsi que des combinés. L'équipe d'Autriche, composée de Lisa Hirner, Stefan Rettenegger (tous deux titrés l'avant-veille), Julia Mühlbacher et Marco Wörgötter, s'impose devant l'équipe du Japon (Ayane Miyazaki, Yuto Nishikata, Machiko Kubota & Sota Kudo). L'équipe de France (Emma Tréand, Marco Heinis, Joséphine Pagnier & Valentin Foubert) est troisième.

- Le 22, à Prémanon, lors des Jeux olympiques d'hiver de la jeunesse, une épreuve nordique mixte par équipes est organisée. Cette épreuve de combiné voit s'affronter sur le tremplin des équipes comprenant deux sauteurs et deux combinés puis, sur le parcours de fond, les mêmes combinés associés à deux fondeurs. L'équipe de Norvège, composée des combinés Gyda Westvold Hansen et Sebastian Østvold, des sauteurs Nora Midtsundstad et Ivar Olaussen ainsi que des fondeurs Maria Hartz Melling et Nikolai Holmboe, remporte l'épreuve. L'équipe d'Autriche (Johanna Bassani, Severin Reiter, Vanessa Moharitsch, David Haagen, Witta-Luisa Walcher et Erik Engel) est deuxième, devant l'équipe d'Italie (Annika Sieff, Stefano Radovan, Jessica Malsiner, Mattia Galiani, Silvia Campione et Elia Barp), troisième.

- Le 25 :
  - à Oberstdorf (Allemagne), se déroule une épreuve par équipes de la Coupe du monde. Disputée sur quatre fois cinq kilomètres, elle est remportée par l'équipe de Norvège, composée de Espen Bjørnstad, Jens Lurås Oftebro, Jørgen Graabak et Jarl Magnus Riiber, qui a mené de bout en bout. L'équipe d'Allemagne (Fabian Rießle, Johannes Rydzek, Manuel Faißt & Vinzenz Geiger) est deuxième tandis que l'équipe du Japon (Akito Watabe, Ryōta Yamamoto, Hideaki Nagai & Yoshito Watabe) complète le podium.
  - à Rena (Norvège) se tiennent deux courses de la Coupe continentale :
    - l'épreuve féminine, disputée sur 5 km, voit s'imposer la Norvégienne Marte Leinan Lund devant les Russes Alexandra Glazunova et Stefaniya Nadymova.
    - l'épreuve masculine, qui se déroule sur 10 km, voit la victoire du Norvégien Jakob Eiksund Saethre devant ses compatriotes Sindre Ure Søtvik et Lars Ivar Skårset (de).

  - à Oberhof (Allemagne) a lieu une épreuve masculine de la Coupe OPA. Elle est remportée par l'Autrichien Stefan Rettenegger, titré une semaine plus tôt lors de l'épreuve individuelle des Jeux olympiques d'hiver de la jeunesse.

- Le 26 :
  - toujours à Oberstdorf, la Coupe du monde se poursuit par une épreuve individuelle. Le Norvégien Jarl Magnus Riiber la remporte, ce qui en fait sa huitième victoire individuelle de la saison. Son compatriote Jens Lurås Oftebro est deuxième et l'Autrichien Franz-Josef Rehrl complète ce podium qui est, pour lui, le premier de la saison.
  - toujours à Rena se tiennent, comme la veille, deux épreuves de la Coupe continentale :
    - et comme la veille, dans l'épreuve féminine, la Norvégienne Marte Leinan Lund s'impose devant la Russe Alexandra Glazunova ; mais la jeune Norvégienne en profite pour prendre la tête du classement général de la compétition ! La troisième place est pour l'Autrichienne Sigrun Kleinrath.
    - dans l'épreuve masculine, le Norvégien Lars Ivar Skårset (de), arrivé troisième la veille, remporte la victoire ; ses compatriotes Lars Buraas et Andreas Skoglund sont respectivement deuxième et troisième. Un quatrième Norvégien se fait remarquer : Sindre Ure Søtvik prend la première place du classement général de la compétition.

  - toujours à Oberhof se déroule une épreuve masculine de la Coupe OPA, qui voit la victoire de l'Italien Domenico Mariotti.

- Le 31, à Seefeld, en Autriche, débutent les Trois Jours du combiné nordique, point d'orgue de la saison de Coupe du monde. La première épreuve de ces Trois Jours, disputée sur 5 km, voit la victoire du Norvégien Jarl Magnus Riiber, actuel leader au classement général de la compétition. Il a mené l'épreuve de bout en bout. Il devance l'Allemand Vinzenz Geiger, qui a surclassé au sprint le Norvégien Jørgen Graabak.

### Février
- Le 1er :
  - à Seefeld, en Autriche, la deuxième épreuve des Trois Jours du combiné nordique, comptant pour la Coupe du monde, est disputée sur 10 km. Le Norvégien Jarl Magnus Riiber s'impose après avoir remporté le concours de saut et avoir mené la course de fond de bout en bout. Son compatriote remporte le sprint pour la deuxième place Jørgen Graabak devant l'Allemand Vinzenz Geiger.
  - à Planica, en Slovénie, le gundersen individuel disputé sur grand tremplin (HS 138) et sur 10 km de la Coupe continentale est remporté par le Norvégien Lars Ivar Skårset (de) devant l'Allemand Jakob Lange, qui récupère du même coup la première place du classement général de la compétition. L'Autrichien Paul Gerstgraser est troisième.

- Le 2 :
  - toujours à Seefeld, la troisième et dernière épreuve des Trois Jours du combiné nordique, comptant pour la Coupe du monde, dont les points sont doublés, est remportée par le Norvégien Jarl Magnus Riiber, qui par conséquent remporte les Trois Jours. Il est à noter qu'il a skié seul en tête durant la totalité des trois courses. Il devance, comme la veille, son compatriote Jørgen Graabak qui comme la veille, prend le meilleur au sprint sur l'Allemand Vinzenz Geiger.
  - toujours à Planica, la course de Coupe continentale est remportée, comme la veille, par le Norvégien Lars Ivar Skårset (de). Il s'impose devant le leader du classement général, l'Allemand Jakob Lange. Le Norvégien Simen Tiller est troisième.

- Le 8, à Planica (Slovénie), se déroule, sur 10 km, une course masculine de la Coupe OPA. Elle est remportée[2] par l'Autrichien Fabio Obermeyr. L'Italien Domenico Mariotti est deuxième devant le Slovène Ozbej Jelen.

- Le 9, toujours à Planica, la deuxième course OPA du week-end est remportée[3] par le Slovène Ozbej Jelen. Il s'impose devant l'Italien Domenico Mariotti, deuxième comme la veille. L'Autrichien Fabian Hafner est troisième. Son compatriote Fabio Obermeyr, vainqueur la veille, conserve[4] la tête du classement général de la compétition.

- Le 15, au centre de ski de Knyken (no) (qui se trouve dans le Trøndelag, en Norvège), se déroulent les premières épreuves de l'hiver de la Coupe de la jeunesse.
  - Chez les filles nées entre 2005 et 2007, l'Autrichienne Laura Pletz s'impose devant la Russe Maria Kuzmina. L'Autrichienne Anja Rathgeb est troisième.
  - Chez leurs aînées qui ont vu le jour entre 2002 et 2004, l'Allemande Emilia Görlich s'impose devant la Britannique Mani Cooper, qui s'entraîne avec le club d'Innsbruck, en Autriche. La Norvégienne Oda Leiraamo est troisième.
  - Chez les garçons nés entre 2005 et 2007, l'Autrichien Paul Walcher remporte la victoire devant l'Allemand Mika Wunderlich. Le Norvégien Torje Seljeset est troisième.
  - Chez leurs aînés ayant vu le jour entre 2002 et 2004, le podium est intégralement norvégien : Johan Fredriksen Orset s'impose devant Andreas Ottesen et Harald Martin Oihaugen.

- Le 16, toujours à centre de ski de Knyken (no), se terminent les épreuves de la Coupe de la jeunesse.
  - Chez les filles nées entre 2005 et 2007, la Russe Maria Kuzmina s'impose devant la vainqueresse de la veille, l'Autrichienne Laura Pletz, dont la compatriote Anja Rathgeb est troisième. Victorieuse des deux courses d'été et d'une course d'hiver, soient trois sur quatre, Maria Kuzmina remporte la Coupe.
  - Chez leurs aînées qui ont vu le jour entre 2002 et 2004, l'Allemande Emilia Görlich s'impose devant la Norvégienne Oda Leiraamo et remporte la Coupe. La Britannique Mani Cooper est troisième.
  - Chez les garçons nés entre 2005 et 2007, l'Autrichien Paul Walcher s'impose à nouveau devant l'Allemand Mika Wunderlich. Le Norvégien Jorgen  Berget Storsveen est troisième. Paul Walcher, qui a remporté les quatre courses de sa catégorie, repart avec la Coupe.
  - Chez leurs aînés ayant vu le jour entre 2002 et 2004, le podium est identique à celui de la veille, et donc intégralement norvégien : Johan Fredriksen Orset s'impose devant Andreas Ottesen et Harald Martin Oihaugen. Il remporte la Coupe avec 20 point de plus que le Français Mattéo Baud, qui n'a pas pris part aux compétitions hivernales.

- Le 22 :
  - à Trondheim (Norvège), en Coupe du monde, la course est remportée par le Norvégien Jarl Magnus Riiber. Il s'impose devant son compatriote Jørgen Graabak, qui a pris le meilleur sur le Finlandais Ilkka Herola, troisième.
  - à Eisenerz (Autriche) sont organisées trois épreuves comptant pour la Coupe continentale :
    - l'épreuve féminine crée l'événement, puisque la jeune Japonaise Anju Nakamura remporte la victoire devant l'Américaine Tara Geraghty-Moats, qui s'était jusqu'alors toujours imposée quand elle prenait un départ. L'Autrichienne Lisa Hirner complète le podium.
    - un relais mixte par équipes était également organisé ; ce fut une première dans l'histoire de la compétition. L'équipe de Norvège, composée de Aleksander Skoglund (de), Mari Leinan Lund, Gyda Westvold Hansen et Simen Tiller, s'impose devant l'équipe d'Autriche (Thomas Rettenegger (de), Sigrun Kleinrath, Lisa Hirner, Stefan Rettenegger) tandis que l'équipe du Japon (Daimatsu Takehana (de), Anju Nakamura, Ayane Miyazaki et le jeune Kodai Kimura (de)) complète le podium.
    - l'épreuve masculine voit la victoire de l'Allemand Jakob Lange, déjà en tête du classement général de la Coupe, devant le Norvégien Simen Tiller. L'Autrichien Stefan Rettenegger se classe troisième.

  - à Villach (Autriche) commencent les Jeux nordiques de l'OPA.
    - Chez les cadettes, l'Autrichienne Laura Pletz s'impose devant l'Allemande Nathalie Armbruster. L'Autrichienne Anja Rathgeb est troisième.
    - Leurs aînées voient la victoire de l'Allemande Emilia Görlich, qui s'impose devant l'Italienne Annika Sieff. L'Allemande Marie Nähring est troisième.
    - Chez les cadets, l'Autrichien Paul Walcher remporte la victoire devant deux Allemands, Benedikt Gräbert et Mika Wunderlich.
    - Chez les juniors, c'est également un Autrichien qui s'impose : Samuel Lev devance de vingt-et-une secondes l'Italien Iacopo Bortolas. Le Français Marco Heinis est troisième.

- Le 23 :
  - toujours à Trondheim, l'épreuve de Coupe du monde voit la victoire du Norvégien Jarl Magnus Riiber. Il s'impose devant son compatriote Jens Lurås Oftebro, qui a réussi à distancer dans le dernier tour son coéquipier Espen Bjørnstad, troisième. Jørgen Graabak étant quatrième de l'épreuve, qui donne donc lieu au quatrième quadruplé norvégien de l'histoire de la Coupe du monde.
  - toujours à Eisenerz, deux épreuves de la Coupe continentale sont organisées :
    - la course féminine est remportée par la Norvégienne Gyda Westvold Hansen, qui prend le meilleur sur l'Américaine Tara Geraghty-Moats. La Japonaise Anju Nakamura, qui la veille avait gagné l'épreuve, termine troisième.
    - la course masculine voit la victoire du jeune Autrichien Manuel Einkemmer (de). Il s'impose devant les expérimentés coureurs italiens Raffaele Buzzi et Lukas Runggaldier.

  - toujours à Villach les Jeux nordiques de l'OPA se terminent ; c'est pour le combiné la journée des courses par équipes.
    - La course féminine voit deux équipes allemandes aux premières places : la victoire revient à l'équipe allemande numéro 1, formée de Marie Nähring, Nathalie Armbruster et Emilia Görlich, tandis que l'équipe numéro 2 (Katharina Hieber, Magdalena Burger et Cindy Haasch) prend la deuxième place. La troisième équipe allemande avait la troisième place à l'issue du concours de saut, mais elle s'est fait dépasser par l'équipe d'Italie numéro 1 et par l'équipe d'Autriche numéro 1 : composée de Clara Mentil, Laura Pletz et Anja Rathgeb, malgré un départ en cinquième position de la course de fond, elle prend la troisième place de l'épreuve.
    - La course masculine voit trois pays sur le podium. Une équipe du pays hôte, l'Autriche, remporte la victoire avec ses coureurs Nico Rathgeb, Nicolas Pfandl, Lev Samuel et Paul Walcher. Une équipe allemande, composée de David Brückl, Pepe Schula, Hannes Gehring et Tristan Sommerfeldt, prend la deuxième place. Une équipe tchèque (Jiri Konvalinka, Radim Sudek, Lukas Dolezal et Jan Simek) complète le podium.

- Le 29, à Lahti (Finlande), la première équipe de Norvège, composée de Jørgen Graabak et Jarl Magnus Riiber, remporte le sprint par équipes de la Coupe du monde. Prenant le départ de la course de fond en deuxième position, la première équipe d'Allemagne (Terence Weber et Manuel Faißt) termine de même ; la deuxième équipe d'Allemagne, que forment les excellents fondeurs Johannes Rydzek et Vinzenz Geiger, qui avait pris le départ en septième position, avec 1 minute et 13 secondes de retard, termine troisième de la course.

### Mars
- Le 1er, toujours à Lahti, le concours de saut est remporté par le Japonais Akito Watabe, ancien vainqueur du globe de cristal ; le leader du classement général de la compétition, le Norvégien Jarl Magnus Riiber, n'est que 16e et prendra le départ avec 1 minute et 40 secondes de handicap. La physionomie de la course de fond, d'ordinaire dominée de bout en bout par Riiber, est donc chamboulée. Akito Watabe remporte l'épreuve devant le Norvégien Jørgen Graabak, parti 7e à 59 s ; l'Allemand Vinzenz Geiger est troisième.

- Le 4, à Oberwiesenthal (Allemagne), se déroulent, dans le brouillard à couper au couteau régnant ce jour-là sur les monts métallifères, les épreuves individuelles des Championnats du monde juniors.
  - L'épreuve féminine est remportée[5] par l'Allemande Jenny Nowak devant le Norvégienne Gyda Westvold Hansen. L'Autrichienne Lisa Hirner est troisième.
  - L'épreuve masculine est remportée par le Norvégien Jens Lurås Oftebro ; très en vue sur la Coupe du monde, ce dernier fera l'impasse sur les autres épreuves des Championnats pour retourner à Oslo pour l'épreuve de Coupe du monde. Il devance le tenant du titre, l'Autrichien Johannes Lamparter. Ayant pris le départ de la course de fond en 13e position, le Français Gaël Blondeau est troisième, s'imposant d'un cheveu devant le Slovène Rok Jelen lors d'un sprint très disputé.

- Le 6, toujours à Oberwiesenthal (Allemagne) et dans le brouillard à couper au couteau régnant encore sur les monts métallifères, se déroule la toute première épreuve mixte par équipes de l'histoire des Championnats du monde juniors. Elle est remportée par l'équipe de Norvège, composée par Sebastian Østvold (no), Marte Leinan Lund, Gyda Westvold Hansen et Aleksander Skoglund (de). Elle devance d'une vingtaine de secondes l'équipe d'Allemagne (Christian Frank, Maria Gerboth, Jenny Nowak & David Mach). L'équipe du Japon (Daimatsu Takehana (de), Anju Nakamura, Ayane Miyazaki & Kodai Kimura (de)) prend au sprint la troisième place devant l'équipe d'Autriche.

- Le 7 :
  - à Oslo (Norvège), le Norvégien Jarl Magnus Riiber gagne la course devant l'Allemand Fabian Rießle, qui a battu au sprint l'excellent fondeur qu'est le Finlandais Ilkka Herola. Jarl Magnus Riiber remporte la Coupe du monde.
  - à Lahti (Finlande), l'Allemand Jakob Lange remporte la course de Coupe continentale devant le Norvégien Lars Buraas (de). L'Italien Raffaele Buzzi est troisième.

- Le 8, toujours à Lahti, l'Allemand Jakob Lange, en tête du classement général de la Coupe continentale, remporte la course du jour devant le Norvégien Kasper Moen Flatla (de). Comme la veille, l'Italien Raffaele Buzzi complète le podium.

- Le 11, à Nijni Taguil (Russie), se déroulent les avant-dernières épreuves de la Coupe continentale.
  - L'épreuve féminine du jour est remportée par l'Américaine Tara Geraghty-Moats, qui retrouve la victoire. Elle devance l'Autrichienne Lisa Hirner tandis que la Norvégienne Marte Leinan Lund complète le podium.
  - C'est l'Allemand Jakob Lange qui s'impose dans la course masculine. Il devance le Norvégien Lars Buraas (de) dont le compatriote Aleksander Skoglund (de) complète le podium.

- Le 12, toujours à Nijni Taguil, se termine la Coupe continentale.
  - La dernière épreuve féminine de l'année voit la victoire de l'Américaine Tara Geraghty-Moats, qui remporte le classement général de la compétition. Les Autrichiennes Sigrun Kleinrath, deuxième, et Lisa Hirner, troisième, complètent le podium.
  - L'Allemand Jakob Lange s'impose à nouveau dans la course masculine, et remporte le classement général. Deux Norvégiens complètent le podium : Lars Ivar Skaarset (de) est deuxième et Simen Tiller, troisième.

### Novembre
- Le 27, à Ruka, le Norvégien Jarl Magnus Riiber remporte la première course de la nouvelle saison devant le jeune Autrichien Johannes Lamparter, qui avait remporté le concours de saut, et le Norvégien Jens Lurås Oftebro.
- Le 28, toujours à Ruka, le Norvégien Jarl Magnus Riiber remporte la deuxième course de la Coupe du monde 2021 devant deux anciens vainqueurs du classement général de la compétition : l'Allemand Eric Frenzel et le Japonais  Akito Watabe.
- Le 29, toujours à Ruka, le saut de réserve est utilisé pour l'épreuve de Coupe du monde, ce qui exclut le leader du classement général, le Norvégien Jarl Magnus Riiber, qui avait été disqualifié pour une combinaison non-conforme. Son compatriote Jens Lurås Oftebro s'impose et remporte là sa première victoire en Coupe du monde. L'Allemand Fabian Riessle est deuxième, devant son compatriote Manuel Faisst.

### Décembre
- Le 11, à Park City (États-Unis d'Amérique) se déroule la première épreuve de la Coupe continentale. Elle voit trois Allemands monter sur le podium : Jakob Lange remporte l'épreuve, comme un an plus tôt, devant ses compatriotes Simon Hüttel (de) et Wendelin Thannheimer.
- Le 12, toujours à Park City, seule la première partie de la mass-start (la course de fond, donc) comptant pour la Coupe continentale a eu lieu : les conditions climatiques n'ont pas permis aux sauteurs d'utiliser le tremplin.
- Le 13, à Park City, en Coupe continentale :
  - l'épreuve de saut conclut la mass-start commencée la veille. L'Allemand Julian Schmid remporte l'épreuve devant son compatriote Jakob Lange, leader du classement général. L'Américain Niklas Malacinski est troisième.
  - Julian Schmid remporte sa deuxième victoire quelques heures plus tard, toujours devant son compatriote Jakob Lange, dans la dernière épreuve du week-end. Un troisième Allemand, David Mach, complète le podium.
- Le 18, à Ramsau am Dachstein (Autriche) se déroule la toute première compétition féminine de l'histoire de la Coupe du monde de combiné nordique. Elle est remportée par l'Américaine Tara Geraghty-Moats devant la Norvégienne Gyda Westvold Hansen ; la Japonaise Anju Nakamura est troisième.
- Le 19, l'Allemand Vinzenz Geiger  s'impose à Ramsau en Coupe du monde masculine. Comme l'année précédente, il devance au sprint le Norvégien Jarl Magnus Riiber, leader de la compétition. L'Autrichien Lukas Greiderer est troisième, devant son jeune compatriote Johannes Lamparter, ce qui console le public local : le dernier Autrichien à être monté sur le podium, Franz-Josef Rehrl (en 2018), s'est blessé la veille lors du saut de réserve.
- Le 20, l'Allemand Vinzenz Geiger  s'impose à Ramsau en Coupe du monde. Comme la veille, il devance au sprint le Norvégien Jarl Magnus Riiber, leader de la compétition. L'Allemand Fabian Rießle est troisième. Les Autrichiens Lukas Greiderer et Johannes Lamparter, qui ont fait partie du groupe de tête jusqu'à la toute fin de la course, sont quatrième et cinquième.